# Округ Бејлор (Тексас)
Округ Бејлор (енгл. Baylor County) је округ у америчкој савезној држави Тексас. По попису из 2010. године број становника је 3.726.

## Демографија
Према попису становништва из 2010. у округу је живело 3.726 становника, што је 367 (9,0%) становника мање него 2000. године.
| Група             | 2000.         | 2010.         |
| Белци             | 3.511 (85,8%) | 3.147 (84,5%) |
| Афроамериканци    | 137 (3,3%)    | 75 (2,0%)     |
| Азијати           | 21 (0,5%)     | 4 (0,1%)      |
| Хиспаноамериканци | 382 (9,3%)    | 455 (12,2%)   |
| Укупно            | 4.093         | 3.726         |